# Suzukiana niteria
Suzukiana niteria är en fjärilsart som beskrevs av William Schaus 1928. Suzukiana niteria ingår i släktet Suzukiana och familjen tandspinnare. Inga underarter finns listade i Catalogue of Life.